# Dolmen von Coste-Caude

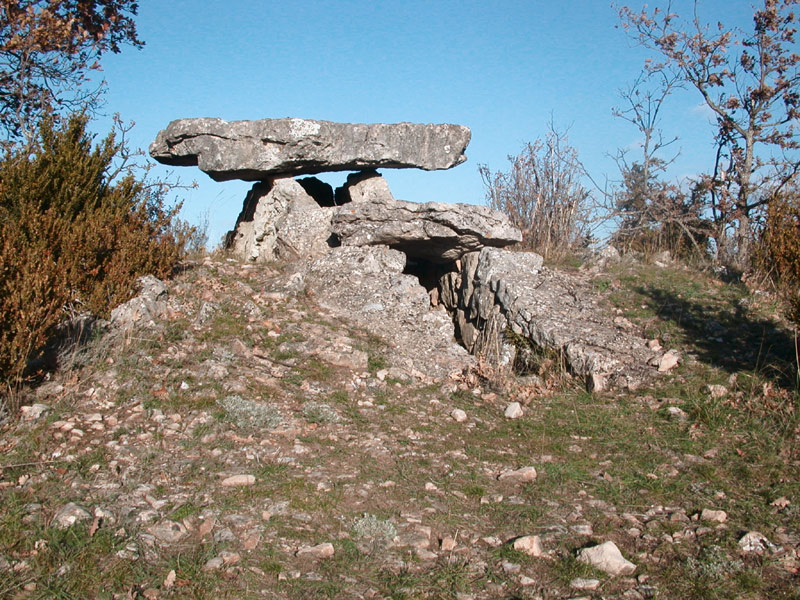
Dolmen von Coste-Caude

Die drei Dolmen von Coste-Caude (auch Costa Caouda) liegen westlich der D152 und östlich von La Vacquerie-et-Saint-Martin-de-Castries bei Lodève in den Cevennen im Département Hérault in der Region Okzitanien, in Frankreich. Dolmen ist in Frankreich der Oberbegriff für Megalithanlagen aller Art (siehe: Französische Nomenklatur).
Der gut erhaltene Gangdolmen (französisch Dolmen à couloir) Coste-Caude 1 liegt auf einem Tumulus westlich der D152. Der Dolmen Costa-Caude 1 gehört zum regionalen Typ der „Ganggräber“. Ein überdachter Zugang führt in eine kleine Kammer.
Die weniger gut erhaltenen Dolmen Coste-Caude 2 und 3 liegen 65 bzw. 190 m entfernt.
Etwa 300 m unterhalb der Dolmen, zur Straße gelegen, erhebt sich der etwa 1,8 m hohe Menhir Coste-Caude.